# Tề Thiên Vũ
Tề Thiên Vũ (tiếng Trung: 齐天羽; bính âm: Qí Tiānyǔ; sinh ngày 22 tháng 1 năm 1993) là một cầu thủ bóng đá người Trung Quốc hiện đang thi đấu ở vị trí tiền vệ cho Sơn Đông Lỗ Năng Thái Sơn tại giải Chinese Super League.

## Sự nghiệp câu lạc bộ
Sau khi thi đấu ở đội hình trẻ của Sơn Đông Lỗ Năng Thái Sơn, Tề Thiên Vũ bắt đầu sự nghiệp bóng đá chuyên nghiệp năm 2011. Anh thi đấu cho đội bóng đá trẻ tỉnh Sơn Đông ở China League Two và ghi được 2 bàn thắng sau 16 trận ra sân trong mùa giải. Tề Thiên Vũ được Henk ten Cate đôn lên đội hình chính của Sơn Đông Lỗ Năng năm 2012. Tháng 8 năm 2013, anh gia nhập đội bóng Campeonato de Portugal Casa Pia theo bản hợp đồng cho mượn một mùa giải. Tuy nhiên, anh không được đăng ký thi đấu cho Casa Pia vì chấn thương.
Ngày 22 tháng 4 năm 2015, anh có màn ra mắt cho câu lạc bộ ở AFC Champions League 2015 trong chiến thắng 3-1 trước Becamex Bình Dương, vào sân từ ghế dự bị thay cho Lưu Bân Bân ở phút thứ 84. Anh có trận ra mắt giải Chinese Super League trong trận đấu đầu tiên sau khi Felix Magath tiếp quản đội bóng ngày 19 tháng 6 năm 2016, trong trận hòa 0-0 với Thượng Hải SIPG. Tháng 1 năm 2019, Tề Thiên Vũ gia hạn hợp đồng với câu lạc bộ đến hết mùa giải 2021.

## Danh hiệu

### Câu lạc bộ

#### Sơn Đông Lỗ Năng
- Cúp FA Trung Quốc: 2014
- Siêu cúp FA Trung Quốc: 2015